# Grotte di San Michele (Ozieri)
Le grotte di San Michele sono grotte di origine carsica che si trovano a sud dell'abitato di Ozieri, a pochi metri dall'ospedale civile.

## Storia e descrizione
Scoperte in maniera fortuita nel 1914, devono il loro nome all'antica presenza di un piccolo luogo di culto dedicato all'arcangelo Michele, presente nei pressi delle grotte fino al XVIII secolo.

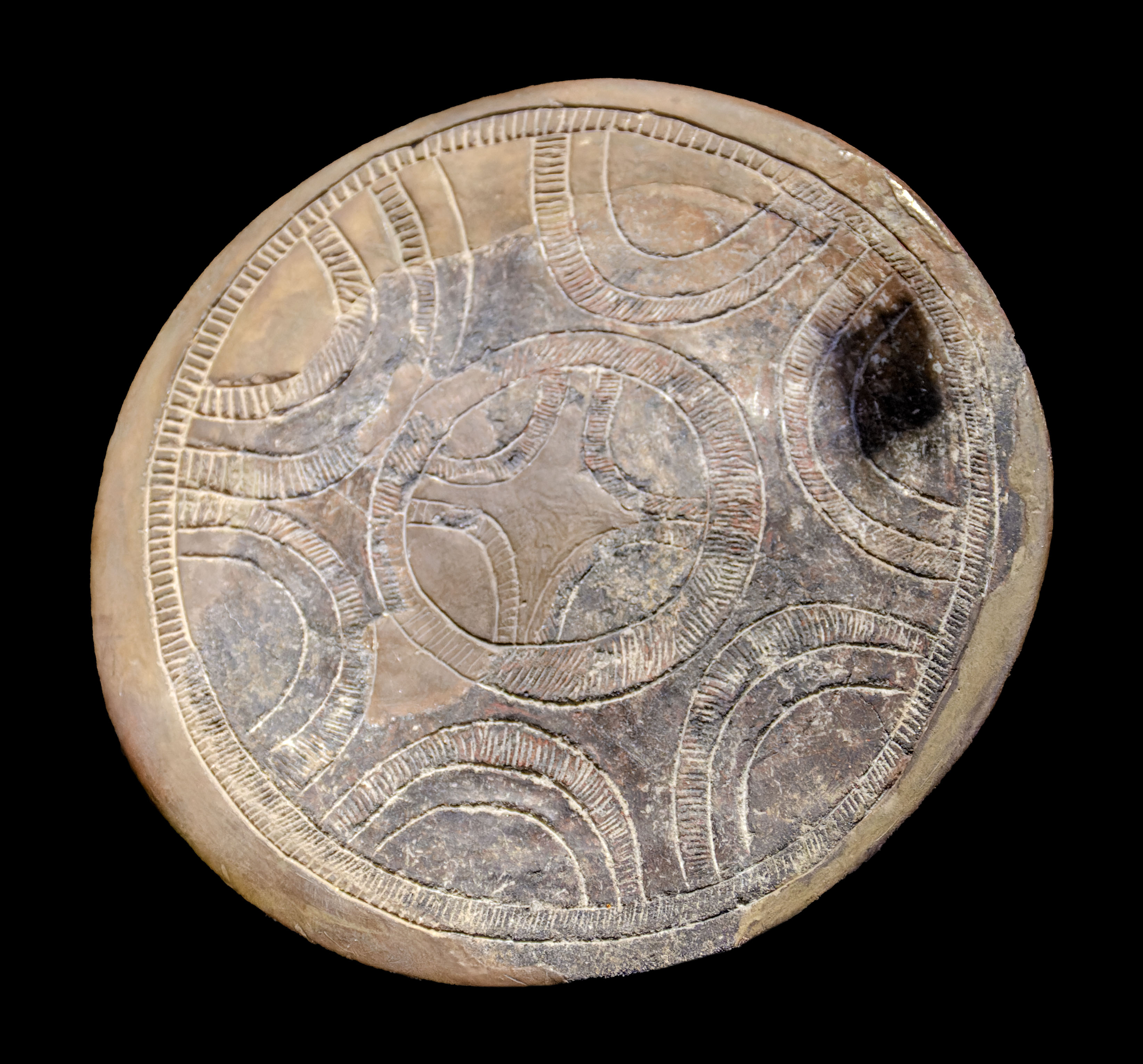
Piatto dalla grotta

L'importanza archeologica delle grotte fu evidenziata per la prima volta dall'archeologo Antonio Taramelli agli inizi del XX secolo, quando furono individuati molti manufatti di raffinata fattura, in particolare ceramiche, afferenti all'eneolitico (detto anche Neolitico recente sardo, 3.500-2.900 a.C.) e anche più antichi, appartenenti alla cultura di San Ciriaco. La civiltà autrice di questi manufatti fu definita dagli studiosi dell'ultimo dopoguerra "civiltà di San Michele" e, a partire dagli anni settanta, più comunemente cultura di Ozieri.
A pochi metri dalle grotte ve n'è un'altra, più piccola, detta "Grotta Mara", nella quale sono stati rinvenuti ulteriori manufatti neolitici (nella parte alta della città sono presenti altre grotte di interesse archeologico, come quelle del "Carmelo" e di "Calaresu").
Durante la seconda guerra mondiale, le grotte di San Michele e del Carmelo vennero adibite a rifugio antiaereo. Fino alla fine degli anni cinquanta, le grotte di San Michele presentavano una grande sala che fu demolita per realizzare un campo di calcio (dove oggi si trova il parcheggio dell'ospedale).